# Santa Cruz (rivier in Argentinië)
De Santa Cruz is een rivier in de provincie Santa Cruz in het zuiden van Argentinië. De rivier begint bij de gletsjers in de Andes. Het smeltwater stroomt in het Viedmameer en het zuidelijker gelegen Argentinomeer en wordt via de Santa Cruz naar de kust afgevoerd. De rivier mondt uit in de Atlantische Oceaan bij Puerto Santa Cruz.
Het debiet is ongeveer 790 m3 per seconde gemiddeld over het jaar. In maart wordt het meeste water afgevoerd, ongeveer 1278 m3 per seconde, en in september is de afvoer met 278 m3 per seconde het minst.
Het water stroomt nu nog vrij door de rivier maar er wordt gewerkt aan twee stuwdammen. In augustus 2013 werden contracten getekend voor de bouw van twee dammen, de Jorge Cepernicdam en Néstor Kirchnerdam. Het water achter de dammen wordt gebruikt voor de opwekking van elektriciteit. In de dammen komen waterkrachtcentrales met een totaal opgesteld vermogen van 1740 megawatt (MW). De kosten van de dammen worden geraamd op 4 miljard dollar. De bouw is in handen van een consortium bestaande uit Chinese Gezhouba Group en de Argentijnse bedrijven Electroingenieria SA and Hidrocuyo SA.
De bouw kreeg veel kritiek, in de provincie is nauwelijks vraag naar zoveel energie en het transport naar de grote gebruikerscentra is het noorden van het land is kostbaar vanwege de grote afstand. Verder hebben critici twijfels of er voldoende water is voor een dergelijk groot project. De voormalige Argentijnse president Néstor Kirchner en zijn vrouw kwamen uit deze provincie en dit lijkt vooral de belangrijkste reden voor de bouw.
- Virtual International Authority File: 240038542